# Pomnik Ryszarda Berwińskiego w Zaniemyślu
Pomnik Ryszarda Berwińskiego w Zaniemyślu – pomnik polskiego poety tworzącego w okresie romantyzmu, związanego z Wielkopolską, uczestnika Wiosny Ludów, Ryszarda Berwińskiego. Znajduje się w Zaniemyślu, na placu jego imienia, niedaleko Polwicy, gdzie się urodził.

## Opis
Pomnik położony jest w północnej części miasta, z zabudową z XIX wieku o charakterze małomiasteczkowym. Znajduje się na środku prawie kwadratowego rynku, obecnego placu Ryszarda Berwińskiego, stanowiącego współcześnie założenie parkowe.
Na podmurówce obłożonej granitowymi płytami znajduje się niesymetrycznie umieszczony kamienny pylon. Przytwierdzona jest do niego czterema śrubami tablica z ciemnego granitu. Pod wizerunkiem poety w fezie, nakryciu głowy w kształcie ściętego stożka noszonym w krajach muzułmańskich, znajduje się inskrypcja: R. W. BERWIŃSKI / POETA / UR. 1817 W POLWICY ZM. 1879 / W SETNĄ ROCZNICĘ ŚMIERCI / SPOŁECZEŃSTWO GMINY / ZANIEMYŚL.
Pomnik jest w złym stanie technicznym (maj 2018). Tablica pamiątkowa jest pęknięta, a otoczenie monumentu zaniedbane.

## Odsłonięcie
Odsłonięcie pomnika odbyło się w 1979, w setną rocznicę śmierci poety.

## Galeria

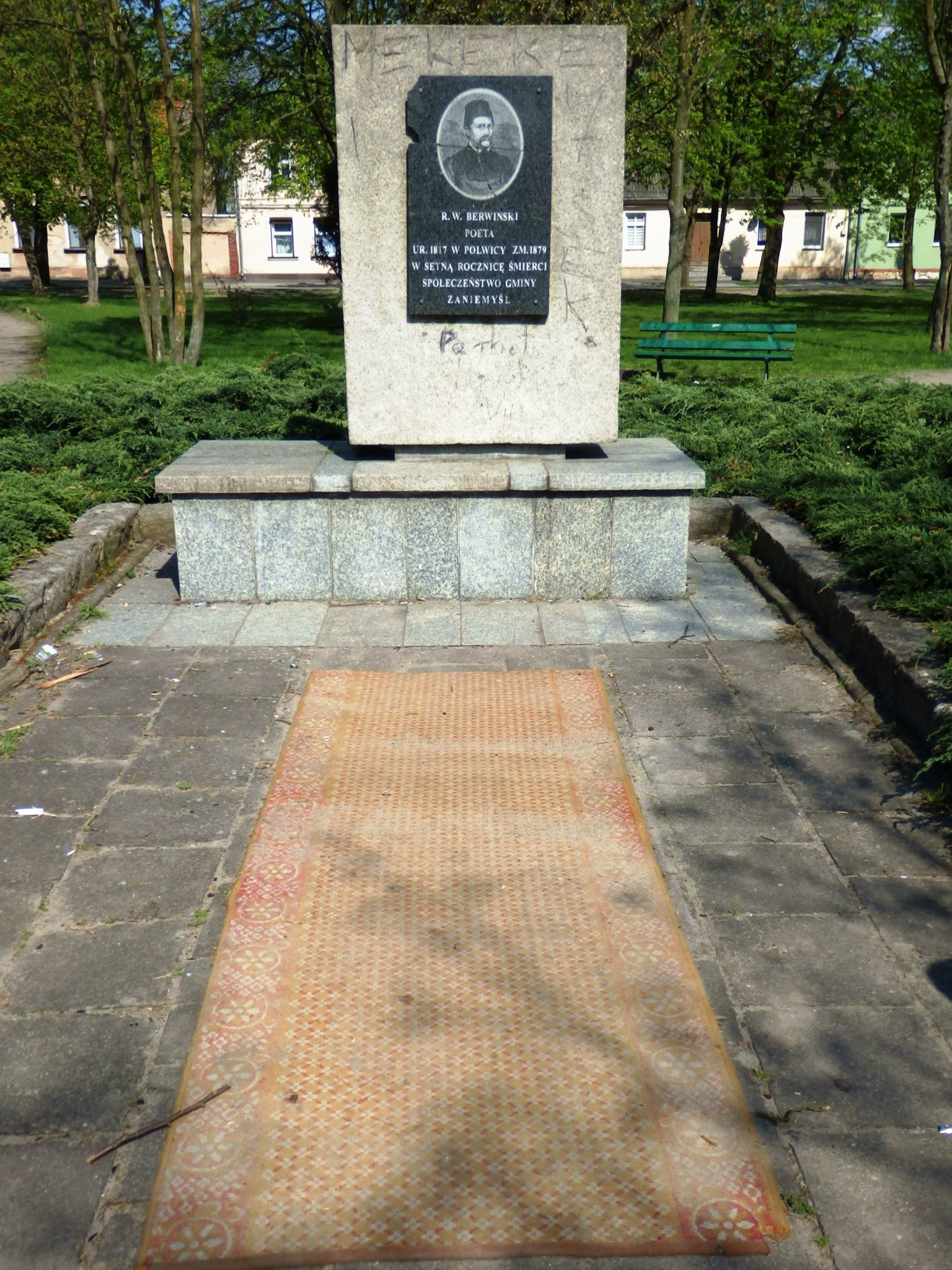
Pomnik
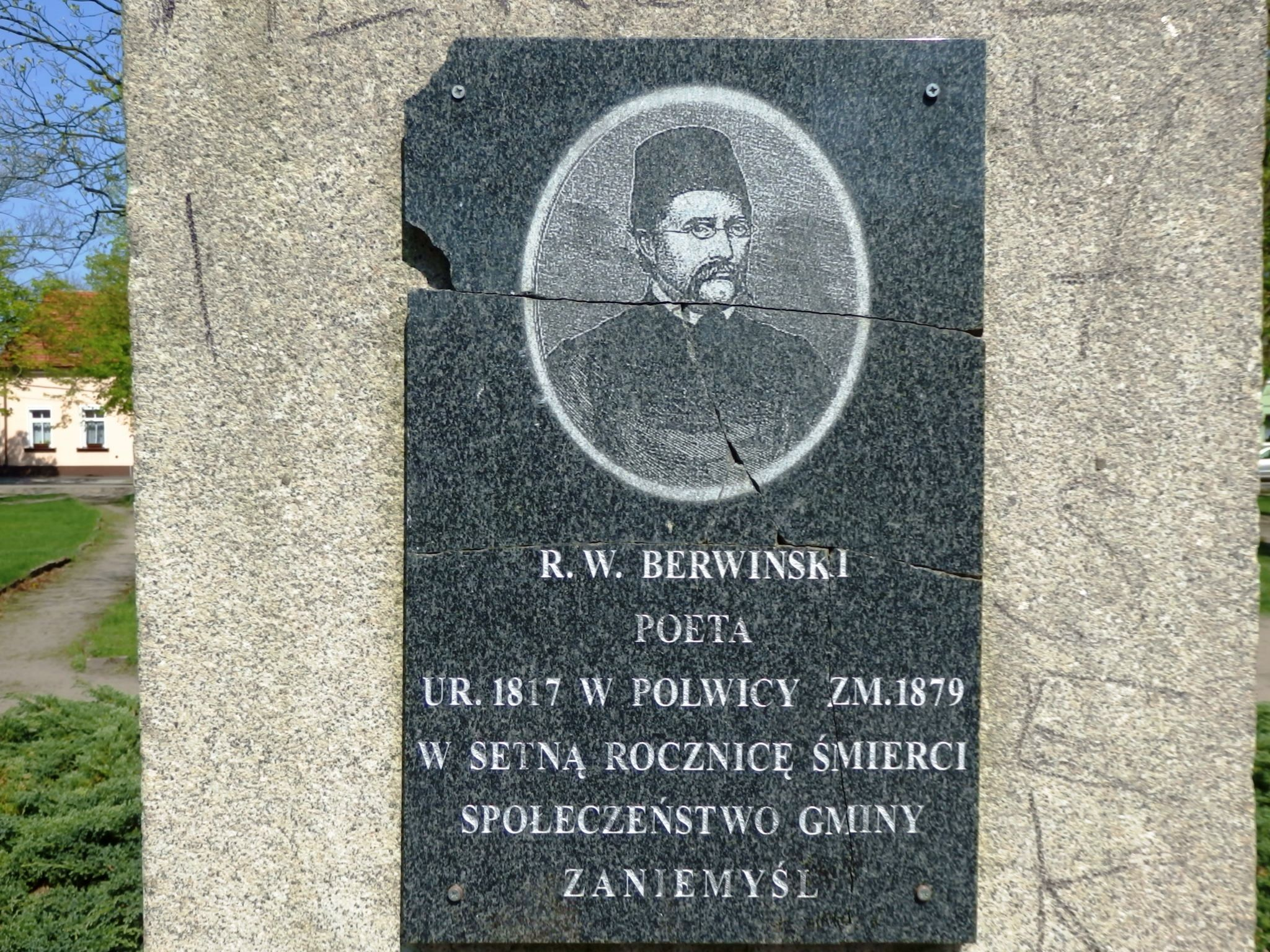
Tablica na pomniku